# Quionis de Esparta
Quionis de Esparta (en griego antiguo: Χίονις Λάκων) fue un vencedor olímpico de la ciudad de Esparta.
Tres veces consecutivas consiguió el doblete del estadio, un estadio de longitud (aproximadamente 192 m) y diaulos (doble estadio, aproximadamente 384 m) en carrera en los 29.º, 30.º y 31.º Juegos Olímpicos]], en los años 660, 668, 664  y 656 a. C. También ganó el salto de longitud (aunque la ejecución se asemeja más a un triple salto). y en el 664 a. C., con un salto estimado, pero no probado, en 52 pie (algo menos de 16 m). Ástílo de Crotona en el siglo V a. C. repitió este doble triplete.
A veces se considera a Quionis vencedor del estadio en los Juegos de 668 a. C., tal vez confundido con su predecesor Carmis de Esparta. El salto de 52 pies también plantea un problema. Solo estuvo presente en la prueba del pentatlón y Quionis no parece haberlo preparado ni haber participado en él. Además, las versiones varían según las ediciones (e idiomas) de la Crónica de Eusebio de Cesarea: 22 codos también se mencionan (o 33 pies, algo más de 10 metros que es imposible para un salto).  Este problema de salto se compara con el de Faílo de Crotona a quien un epigrama atribuye una distancia de 16 metros. Varios estudiosos teorizan sobre saltos acumulativos o un triple salto, mientras que otros indican que la inscripción es humorística, estando las cifras corrompidas.
Pausanias menciona que tomó parte en la expedición con Bato de Tera, y fundó con él Cirene, y que sometió a los libios vecinos.
Dos siglos después de su victoria, los espartanos le dedicaron una columna en Olimpia, justo al lado de la de Ástilo de Crotona (originario de Crotona pero que se trasladó a Siracusa por su última victoria olímpica). Esta dedicatoria formaba parte de la rivalidad entre ambas ciudades (Esparta y Siracusa). 